# Place de la Duchesse de Brabant
La place de la Duchesse de Brabant (en néerlandais : Hertogin van Brabantplein) est une place dans l'artère de la chaussée de Ninove dans la commune bruxelloise de Molenbeek-Saint-Jean. La rue de Birmingham, la rue de Manchester, la rue de la Princesse, la rue Vanderstraeten et la rue Isidore Teirlinck y aboutissent également. Située au sud-est de la commune, elle en constitue la plus vaste place.

## Origine du nom
La place doit son nom à Marie-Henriette de Habsbourg-Lorraine, bru du roi Léopold Ier de Belgique. En tant qu'épouse du prince héritier, elle portait alors le titre honorifique de duchesse de Brabant.

## Historique
La place fut créée en 1847 sur les terrains des Hospices de Bruxelles dont il ne reste que la façade néo-classique. Les bâtiments de l'hospice abritent aujourd'hui une école communale (École communale no 5). En 1869, l'église Sainte-Barbe y est érigée pour le culte catholique de la nouvelle paroisse. Elle est dédiée à sainte Barbe. L'ensemble de la place n'est pas particulièrement harmonieux, mais un important contrat de quartier a amélioré la situation.
Autrefois, plusieurs compagnies de taxis dont la Compagnie Générale des Petites Voitures de Bruxelles et la Brussels Motor Cab Company Limited/Compagnie Auto-Fiacres Bruxellois, fondée à Londres en 1909, s'étaient installées à proximité de ce quartier en raison d'un marché aux chevaux se tenant sur la place. Celui-ci a été déplacé vers Anderlecht en 1998, puis supprimé définitivement à la suite de pressions d'associations de défense des animaux dont Gaia et Animaux en Péril concernant les maltraitances dont étaient victimes les chevaux vendus sur le marché du vendredi matin. Chaque semaine, entre 150 et 300 chevaux étaient exposés sur cette place, généralement pour finir leur vie à l'abattoir d'Anderlecht tout proche.
La place est également connue pour l'organisation d'un marché de légumes quatre saisons le mardi, de 8h à 13h30.